# بيتر أدولف تيسن
بيتر أدولف تيسين (بالألمانية: Peter Adolf Thiessen)‏ (5 مارس 1990 6 أبريل 1899) ألماني كيمياء فيزيائية. ذهب طوعًا إلى الاتحاد السوفيتي في نهاية الحرب العالمية الثانية، وحصل على زخارف سوفيتية عالية جائزة الدولة السوفيتية لمساهماته في مشروع القنبلة الذرية السوفيتية.

## التعليم
ولد تيسين في Schweidnitz.
من 1919 إلى 1923، التحق بجامعة فروتسواف وجامعة فرايبورغ وجامعة غرايفسفالد وجامعة غوتينغن. حصل على الدكتوراه في عام 1923 تحت قيادة ريتشارد أدولف زيجموني في غوتنغن. 

## مسار مهني مسار وظيفي

### العودة إلى ألمانيا
عاد ثيسن إلى ألمانيا الشرقية ( جمهورية ألمانيا الديمقراطية الديمقراطية) في منتصف الخمسينيات كزميل لأكاديمية العلوم ومنذ عام 1956 كان مدير معهد الكيمياء الفيزيائية في برلين الشرقية. في الفترة من 1957 إلى 1965، كان أيضًا رئيسًا لمجلس أبحاث فورشونغسرات دير DDR (مجلس أبحاث الجمهورية الديمقراطية الألمانية).   
توفي في برلين في عام 1990.

## روابط خارجية
- بيتر أدولف تيسن على موقع مونزينجر (الألمانية)